# Chico i Rita
Chico i Rita (títol original en anglès: Chico & Rita) és una pel·lícula d'animació de 2010 dirigida per Fernando Trueba, Xavier Mariscal i Tono Errando. La pel·lícula es va doblar al català.
La pel·lícula explica la història de dos amants, el pianista Chico Valdés i la cantant Rita La Belle, marcada per la música de llavors. Està ambientada a les ciutats de l'Havana, París i Nova York en què es fa un homenatge al jazz llatí i al cinema de Hollywood de les dècades de 1940 i 1950. Entre les pel·lícules que homenatgen es troben Casablanca,  El Padrí  i les de Woody Allen.
Malgrat que la pel·lícula va ser ben vista per la crítica en compondre una «història captivadora» gràcies al «magisteri gràfic» de Mariscal i els «coneixements de Trueba sobre jazz llatí», va tenir un pas bastant discret per la taquilla espanyola. Entre els premis obtinguts destaquen el Premi a la millor pel·lícula d'animació en la XXV edició dels Premis Goya i en la XXIV dels Premis del Cinema Europeu.
El 24 de gener de 2012 va ser nominada als Oscar en la mateixa categoria.

## Argument
A l'Havana un vell que tracta de guanyar-se la vida com enllustrador recorda la seva joventut. La major part de la pel·lícula és un flashback. Tot comença a Cuba el 1948. Chico és un jove pianista de jazz, que viu a l'Havana, apassionat pel bebop emergent als Estats Units. Una nit ell i el seu amic i "agent", Ramón, coneixen l'encantadora Rita, que és cantant i es guanya la vida actuant en clubs i balls. Chico s'enamora immediatament de Rita. Després d'un temps, se les apanya per seduir-la, i ambdós tenen relacions sexuals, però al matí, l'ex-companya de Chico interromp bruscament el seu idil·li. Rita, indignada, deixa el jove i es nega a tornar-lo a veure. Ramón és finalment capaç de reunir els dos artistes a temps per tal que participin en un concurs de música, que guanyen fàcilment gràcies als talents combinats de tpts dos, i obtenen així un contracte per a un número de cant a l'Hotel Nacional. Chico i Rita es reconcilien i tot va bé durant una temporada. Un dia, a Rita se li apropa un ric empresari nord-americà que li ofereix un contracte per actuar a Nova York. La cantant, tanmateix, exigeix per contracte de treballar associada amb Chico, i, finalment, renuncia a l'oferta per tal de no separar-se'n, però aquella mateixa nit, quan intenta trobar-se amb Chico després d'una discussió per gelosia, el descobreix borratxo com una sopa i embolicat amb la seva ex-promesa. Desil·lusionada, Rita accepta el contracte que li havien ofert i s'embarca cap als Estats Units l'endemà. Ramón és a temps d'acomiadar-se'n tot culpant Chico d'haver-la deixat anar-se'n.
Temps després, Ramón i Chico (que ven el seu piano per muntar el seu projecte) decideixen anar a Nova York confiant que el talent de Chico i els seus contactes amb Chano Pozo, que toca amb els millors músics de jazz del moment, els obrin les portes de l'èxit a Nova York. Ambdós finalment poden veure els seus ídols, Dizzy Gillespie, Charlie Parker i Thelonious Monk entre d'altres, en directe. A través de Ramón, rastregen Rita, perquè Chico pugui tornar a veure la seva estimada, però Rita encara es nega a veure'l i li diu que ha canviat, malgrat continuar enamorada sense voler admetre-ho. Ramón i Chico són testimonis de l'assassinat de Chano Pozo durant una venjança relacionada amb la venda de drogues. En el funeral del músic, Chico es troba breument Rita en companyia de l'empresari, que ara comparteix la seva vida.
Per desfer-se del seu rival, l'empresari artístic de Rita converteix Ramón en agent artístic. Rita es presenta llavors als teatres més famosos dels EUA i comença una carrera a Hollywood, però ha d'enfrontar-se a la segregació racial dels Estats Units. Al seu torn, Ramón ofereix a Chico un contracte per anar-se'n de gira per Europa. Més tard, els dos artistes es reuneixen una altra vegada i Rita s'adona que encara està enamorada de Chico. Els dos amants - poc després d'haver-se retrobat - decideixen casar-se en secret a Las Vegas. Chico ho diu a Ramón. El dia abans del casament, Ramón entra furtivament al camerí de Chico i li posa alguns paquets de drogues a una butxaca, poc abans d'una batuda policial: Chico és detingut i deportat dels Estats Units per tràfic de drogues, sense que se li permeti veure Rita. A Cuba té lloc en aquell moment la revolució que porta Fidel Castro al poder. La música de Chico és considerada "non grata", ja que el nou govern revolucionari considera que el jazz és una música imperialista. És el final de la seva carrera musical, i tot el que en queda és la seva caixa de records (fotos i partitures de les seves composicions).
Finalitzat el flashback, la història continua en el present. Chico, ja vell, ja no espera res de la vida, quan es troba inesperadament amb una admiradora: una jove artista fan de les seves composicions vol gravar amb ell. Aquest és un moment molt emotiu per a Chico, que es retroba amb un piano per primera vegada en molts anys. Gràcies a aquest rellançament de la seva carrera, pot tornar als Estats Units i reprendre els seus viatges. A continuació, es llança a la cerca de Rita i, després d'una llarga recerca, finalment la troba a Las Vegas, que no havia abandonat des del fracàs dels seus plans de matrimoni. Els dos amants, envellits, es retroben al final.

## Personatges
- Chico Valdés. És el protagonista, un noi guapo a qui li agrada tocar el piano.[10]
- Rita La Belle. És una cantant maca però també amb mal geni.[10]

## Producció

### Redacció del guió
Xavier Mariscal i Fernando Trueba eren amics des de l'any 2000, quan Mariscal va acceptar de realitzar els cartells de Calle 54. Ambdós són amants de la música i la cultura cubana. Més tard Mariscal va fer un videoclip de dibuixos animats de l'Havana per a Compay Segundo i, després de veure'l, Trueba li va proposar de fer una pel·lícula sobre aquesta ciutat. Havien escrit una història sobre Cuba amb Rafael Azcona i José Luis García Sánchez, amb diàlegs de Jesús Díaz, però les autoritats cubanes els van prohibir de rodar-la.
Fou aleshores que a Mariscal se li va ocórrer que si Trueba era un bon director i una persona comprensiva, a més de tenir com a referència Bebo Valdés, podrien fer un bolero que se situés l'any 1948. D'una banda Mariscal era amant des de petit d'aquesta música i, de l'altra, a Trueba li agradava aquella època en què els músics cubans anaven a Nova York i els americans anaven a l'Havana.
A l'hora de redactar el guió se'ls acut que el film sigui animat, d'aquesta manera ambdós poden treballar junts, prenent com a punt de partida una història d'amor que agradi tant a joves com a grans i a amants del jazz, per la qual cosa decideixen que la base de la pel·lícula sigui la composició d'una cançó de Chico i Rita des del primer dia que es van conèixer fins a l'última versió, que va ser feta per Estrella Morente. Després de perfilar la idea, Trueba crida Ignacio Martínez de Pisón a qui dona la base de la història. Martínez de Pisón es va posar a desenvolupar les diferents versions del guió i les enviava a Trueba perquè hi donés el vistiplau. Trueba no va poder redactar-lo perquè estava treballant amb El milagro de Candeal.

### Desenvolupament
El finançament de la pel·lícula va ser una tasca bastant complicada. Per cridar l'atenció dels productors decideixen enviar-los el guió juntament amb uns esbossos i un test de moviment realitzats per Mariscal. Decideixen que ha de tenir una projecció internacional en veure que no ho aconseguirien només amb diners espanyols. Va ser important conèixer Michael Rose a qui li va encantar el projecte i va aconseguir que s'hi unissin altres productors britànics de l'Illa de Man, juntament amb alguns de belgues i francesos que s'havien unit abans al projecte. També van comptar amb Antonio Resines en qualitat de productor associat després de veure alguns dibuixos que tenia Mariscal a l'ordinador. Tanmateix, només van aconseguir deu milions per a seguir amb el projecte.
Mentre buscaven finançament, Trueba va anar documentant-se de la cultura cubana dels anys 1940 veient pel·lícules, buscant fotografies, llegint llibres i cercant en arxius dels carrers i els edificis. Posteriorment van viatjar a l'Havana per situar els habitatges dels personatges i la part que volien mostrar de la localitat. Després d'això, Trueba realitza l'storyboard que va servir perquè Mariscal entengués els plans i cerqués un estil artístic per a l'obra, aquest decideix que els fons fossin d'estil barroc, mentre que els personatges fossin plans, sense ser vistosos, ja que després de fer els seus dibuixos, un equip format per 200 persones els interpretarien. Els dibuixos van servir per realitzar les 146 escenes i els 129.600 fotogrames que componen la pel·lícula. Partint de l'storyboard i els dibuixos es va fer la previsualització animada. Durant el procés va ser important la col·laboració de Tono Errando, que va fer de codirector de la pel·lícula i de responsable de la part audiovisual de l'Estudi Mariscal. Errando entenia el cinema de Trueba i el món gràfic de Mariscal, i s'encarregava de portar el dia a dia del treball i de mostrar els límits dels dibuixos animats a Trueba.
Posteriorment es van rodar els plans amb actors, als quals van posar un vestit amb creus perquè l'ordinador tingués referències, per poder aconseguir el dramatisme i els moviments de càmera necessaris perquè els personatges tinguessin més humanitat i profunditat. Trueba no estava gaire segur que funcionés i, després d'explicar-li-ho, Tono Errando, va acabar acceptant la idea. Aquestes escenes es van rodar a l'Escola Internacional de Cinema i Televisió de San Antonio de los Baños (Cuba) sense cap escenari i, si calia, se senyalitzava el lloc on es trobava aquell objecte. A l'hora d'elegir els actors del doblatge van decidir usar veus de cubans, malgrat que els deien que fessin servir veus conegudes o angleses per tenir més èxit en taquilla.

### Banda sonora
La banda sonora de la pel·lícula va ser composta alhora que es redactava el guió, ja que volien que la música concordés amb el que estava passant en l'escena. Trueba es negava a fer una compilació de les cançons de l'època, sinó que volia que s'interpretessin també les cançons de Bebo Valdés. Bebo Valdés va interpretar Chico, Idania Valdés, Rita, el cantant Freddy King Cole va interpretar el seu germà gran, Estrella Morente es va interpretar a si mateixa, Mike Mossman va fer de Dizzy Gillespie, Jimmy Heath va imitar Ben Webster, Amadito Valdés ho va fer amb Tito Puente i Yaroldi Abreu amb Chano Pozo. Els intèrprets de cada artista van ser elegits per Trueba buscant la persona que tingués l'estil més semblant.
Va ser comercialitzada en dos formats, un de simple amb una il·lustració de Xavier Mariscal i l'altre en una edició de col·leccionista amb nombrosos extres com el making off o un llibre. La banda sonora es va convertir en un èxit de vendes a Espanya i ocupà el tercer lloc dels discos més venuts. Fou molt ben rebuda per la crítica que la qualificà com una de les millors bandes sonores de jazz de l'última dècada.

## Rebuda

### Crítica
La pel·lícula va ser molt ben rebuda per la crítica. La web Rotten Tomatoes li va donar una nota mitjana de 7,2 (sobre 10) sent el 94% de les crítiques positives partint de l'opinió de 17 crítics. Per la seva part AlloCiné li va donar una nota mitjana de 4,15 (sobre 5) partint de l'opinió de 20 crítics. D'altra banda Sensacine li va donar una nota mitjana de 3,57 (sobre 5) partint de l'opinió de 7 crítics.
Javier Ocaña del diari El País va comentar que «la història, pensada pel mateix Trueba i el novel·lista Ignacio Martínez de Pisón, és plena de llocs comuns al voltant de l'amor, però no arriba a palpar-se... Com a bo queden les músiques de Bebo Valdés, Dizzy Gillespie, Chano Pozo, Estrella Morente, Tito Puente, Thelonius Monk, Budd Powell, Nat King Cole i els dissenys de Xavier Mariscal». Jordi Batlle Camina va escriure a La Vanguardia que «és, al final, una explosió, un esclat de passions, de vitalitat i amor a la vida en totes les seves manifestacions: aquí, sense moderació, es canta, es toca, es balla, es fuma, es beu, es carda i s'estima a tot color».
Helen O'Hara de la revista Empire va afirmar que és "una deliciosa barreja d'animació dibuixada a mà i estil digital que alimentarà l'ànima dels romàntics incurables". Peter Debruge de la revista Variety la va valorar negativament escrivint que és "una prova, que mesura si el seu amor pel jazz cubà pot superar el llindar de l'animació pèssima... [en] un estil poc afavoridor, com al llibre acolorit per a nens amb els seus dibuixos rudimentaris i personatges rígids sense expressió", la pel·lícula evoca el final de la dècada dels anys 1940 de l'Havana, i la música suada i sensual de l'època".

### Premis
La pel·lícula va ser guardonada en la XXV edició dels premis Goya en la categoria de millor pel·lícula d'animació. i en la XXIV edició dels premis del Cinema Europeu en la categoria de millor pel·lícula d'animació europea. A més va ser nominada als Premis Annie a la millor pel·lícula d'animació i en la 83a edició dels Premis Oscar en la mateixa categoria. També va ser nominada en la quarta edició dels Premis Gaudí en les categories de millor director, millor guió, millor pel·lícula d'animació, millor música original, millor direcció artística i millor so, i aconseguí els de millor pel·lícula d'animació i millor música original. També va ser guardonada en els Premis José María Forqué en la categoria de millor pel·lícula documental o d'animació i en els Premis Sant Jordi de Cinema en la de millor pel·lícula.
A més també va participar en nombrosos festivals de cinema i fou guardonada en el Festival Internacional de Cinema d'animació d'Annecy, amb el premi FNAC; en el Festival Anima de Brussel·les amb el de millor llargmetratge, el de la millor pel·lícula en el Festival Internacional d'Animació d'Holanda (Haff 2010) i el Premi Cineuropa 2010 en el Festival de Cinema Europeen des Arcs.

### Públic
Quan van presentar la pel·lícula a Cuba en el Festival de Cinema Hispanoamericà de l'Havana, molts avis van dir als directors que recordaven la capital cubana exactament igual com apareix a la pel·lícula. Per la seva part el pianista Bebo Valdés, a qui van dedicar la pel·lícula, es va emocionar quan Trueba i Mariscal la hi van mostrar. Fernando Trueba va afirmar que es va sentir molt afortunat en veure com va plorar Bebo en veure-la, com si fos un nen que estava tocant amb la seva banda de música.
- El primer país on es va estrenar va ser el Regne Unit el 19 de novembre de 2010.[31] Més tard seria a Espanya on es va estrenar el 25 de febrer de l'any següent distribuïda per Disney;[1] competint amb algunes pel·lícules premiades a l'oscar,[32] sense arribar a ser de les deu més vistes d'aquell cap de setmana, que ho era també de la gala dels Oscar.[33] A França no es va estrenar fins a finals de juny, amb una inversió de la distribuïdora, Rezo Films, de 250.000 euros en promoció i màrqueting, amb l'esperança d'atreure uns 150.000 espectadors,[34] tanmateix, només va aconseguir atreure 51.335 espectadors al país gal.[35]

La pel·lícula va recaptar un total d'1.883.933 dòlars a tot el món. Preguntat sobre l'escassa taquilla, el director declarava que per poc que aconseguís podria qualificar-se com un èxit, en ser el cinema d'animació adult un gènere molt experimental.

## Explotació posterior
Paral·lelament al desenvolupament de la pel·lícula, Xavier Mariscal va fer una novel·la gràfica basada en la pel·lícula, tot i que Mariscal va haver de tornar a dibuixar de nou la pel·lícula perquè el llenguatge usat al còmic i al cinema és diferent, ja que va fer servir uns enquadraments diferents i semblaven dues històries completament diferents encara que expliquin el mateix.
La pel·lícula va ser comercialitzada també amb DVD i Blu-ray, a més d'una edició especial per a col·leccionistes amb aquest últim format el 21 de setembre de 2011 a Espanya distribuïda per Disney. Sobre aquests formats va afirmar Xavier Mariscal que no assolien l'espectacularitat que tenia en el cinema i el compara amb veure Las Meninas en un segell.